# Haplogrupo IJ

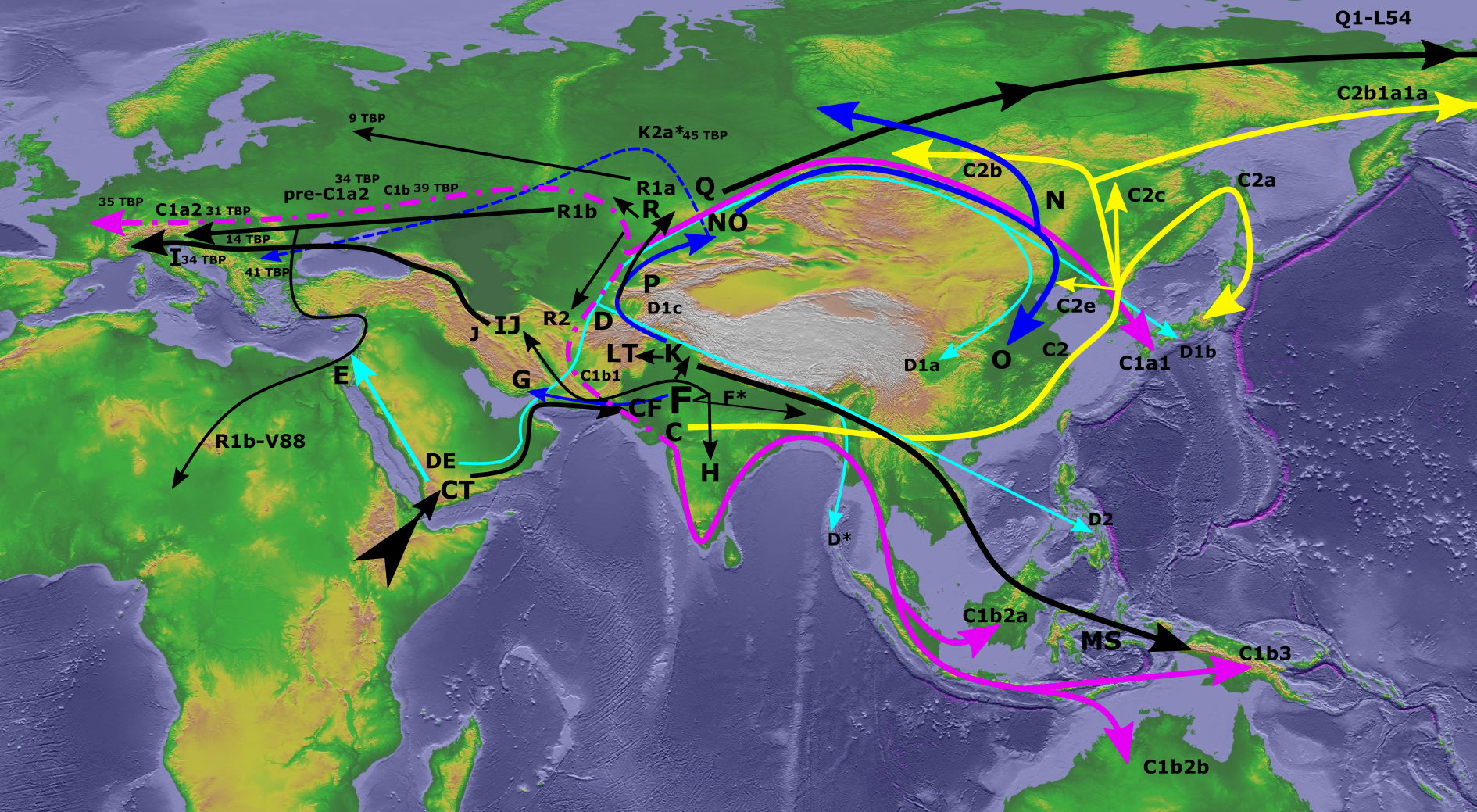
Distribución de los haplogrupos Y en el Paleolítico. Reconstruida a partir de la distribución moderna de los haplogrupos Y, datos de ADN antiguos, lugares donde habitaron los hombres en el Paleolítico, terreno físico, paleoclima y aptitud de las áreas para la vida en el LGP.

En genética del cromosoma Y humano, el haplogrupo IJ es un linaje típico de Eurasia Occidental que desciende del haplogrupo IJK y da lugar a los haplogrupos I y J, los cuales son comunes entre la actual población de Europa y del Cercano Oriente respectivamente.
Se originó probablemente en el Sur de Asia o Cercano Oriente hace unos 47 mil años y está caracterizado por las mutaciones M429/P125, Y1889, P123, P126, S2 y otras 60 SNPs.

## Distribución y clados
Aparte de J e I, no se habían encontrado otros clados descendientes de IJ. Sin embargo se ha descubierto recientemente la presencia en pequeños porcentajes del paragrupo IJ-M429* al norte de Irán, en los pueblos guilakí y mazandaraní.
Según sus principales clados el haplogrupo IJ tiene la siguiente distribución:
- IJ*: Encontrado al norte de Irán.[2]
- I (M170): Típico de Europa.
  - I1 (M253): Especialmente en los pueblos nórdicos.
  - I2 (M438/S31): Especialmente en los Balcanes.
- J (12f2.1): Predominante en el Oriente Próximo y sur de Europa.
  - J1 (M267): Es el más frecuente en los pueblos semitas y en Daguestán.
  - J2 (M172): Extendido desde el sur de Europa hasta la India.